# ゲルハルト・ヴィルヘルム・フォン・ロイテルン
ゲルハルト・ヴィルヘルム・フォン・ロイテルン（Gerhardt Wilhelm von Reutern, 1794年7月17日 - 1865年3月22日）は、バルト・ドイツ人の軍人、画家である。ロシアの騎兵将校としてナポレオン戦争を戦った。負傷し退役した後、画家に転じ、ドイツ、ヘッセン州のヴィリングスハウゼンの芸術家村の形成に貢献した。

## 略歴
ラトビアとの国境に面した現在のエストニアのヴァルガに生まれた。15世紀から続くバルト・ドイツ人の貴族の家系である。サンクトペテルブルクで教育を受け、タルトゥの大学で軍事に関する科学を学んだ。1811年に兄が指揮するロシア陸軍部隊に入隊し、1812年の秋に騎兵隊将校となり、1813年から1815年の間、ナポレオン戦争のロシア軍のドレスデン、カルム、ライプツィヒでの戦闘に参加した。1813年10月、ドイツのワッハウで右肩に銃創を負い、右腕切断の手術を受けた。
ライプツィヒで回復を待つ間、左手で絵を書き始め、回復後は軍務に復帰するつもりであったが炎症は続きヴァイマルで治療を続けた。1814年夏には、ヨハン・ヴォルフガング・フォン・ゲーテと知り合い、絵を描くことを勧められ、その後もゲーテと何度か面会することになった。軍とともにロシアに戻った後、邸を相続し、1817年まで故郷に留まった後、1819年にベルリン、カッセルに移り、自然科学を学んだ。カッセルで政治家のヨーゼフ・フォン・ラドヴィッツと親しくなり、ゲーテにも何度か面会した。1819年までハイデルベルク大学で自然科学を学んだ後、サンクトペテルブルクに戻り、軍からの退役の手続きをとった。
1820年2月にヴィリングスハウゼンなどの領主、シュヴェルツェル家(Schwertzell)の女性と婚約し、長いイタリア旅行の後、8月に結婚した。健康は依然として好ましくなく医者に勧められて、1823年に気候の良い、ジュネーブや温泉保養地のバート・エムスに滞在した。この間、ペン画や版画を制作した
1824年にベルンの画家ガブリエル・ローリー(Gabriel Lory the Younger :1784-1846）から水彩画を学び、1928年からは水彩画を描くことが多くなった。カッセルの美術学校に学び、ルートヴィッヒ・グリムやカール・グリンツァー、ヨハン・フォン・ローデンの指導を受けた。ヴィリングスハウゼンの風景を描き、グリムがしばしば、ヴィリングスハウゼンの邸を訪れたことが、ヴィリングスハウゼンが芸術村になる端緒となった。グリムとヴィリングスハウゼンのあるシュヴァルムの風俗や民族衣装を研究した。
1833年に眼の病気で2年ほど制作を止めた後、デュッセルドルフに移り、デュッセルドルフ美術アカデミーでテオドール・ヒルデブラントに油絵を学んだ。デュッセルドルフで描いた作品をロシアの皇帝、ニコライ1世に献じ、王室画家の称号を与えられた。
1844年にフランクフルトに移り、スタジオを開いた。フランクフルトでは宗教画を得意とする画家、フィリップ・ファイトと親しくなった。
フランクフルトで亡くなった。

## 作品

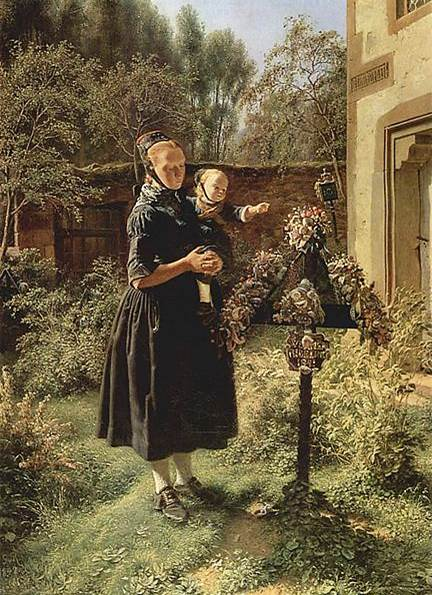
ヴィリングスハウゼンの墓地で(1842)
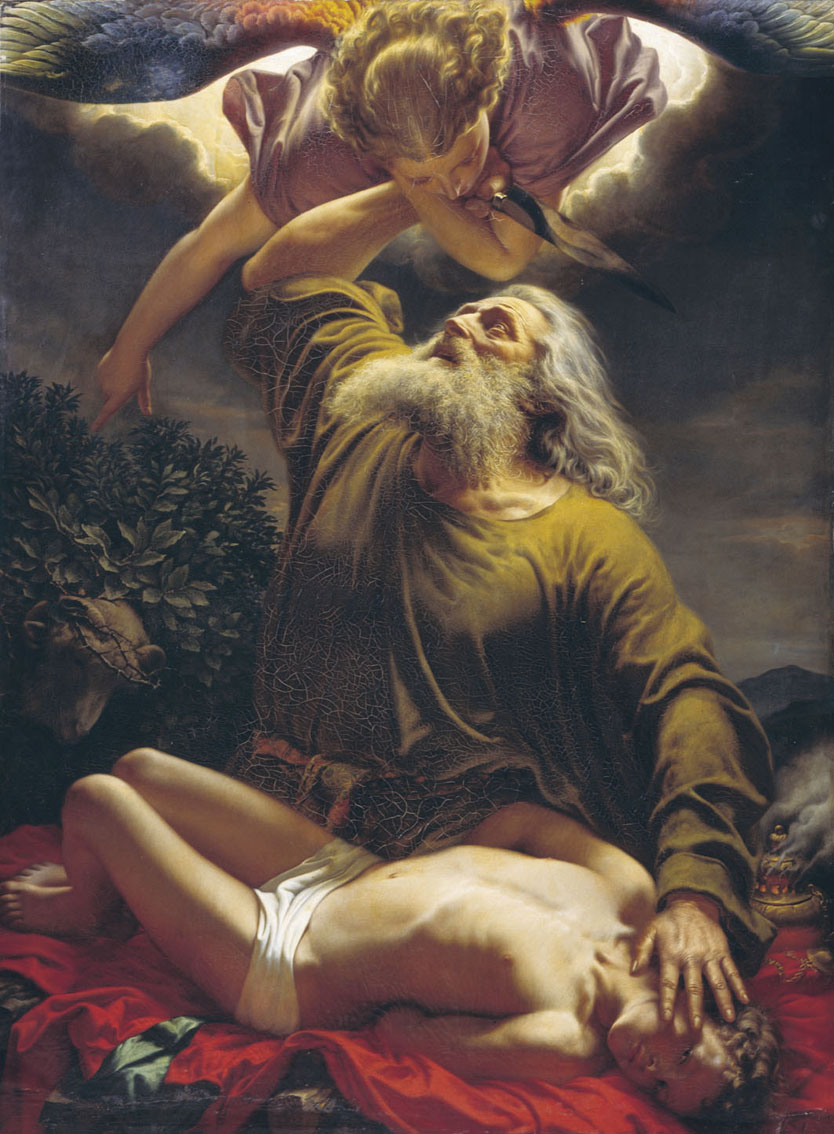
イサクの燔祭(1849)
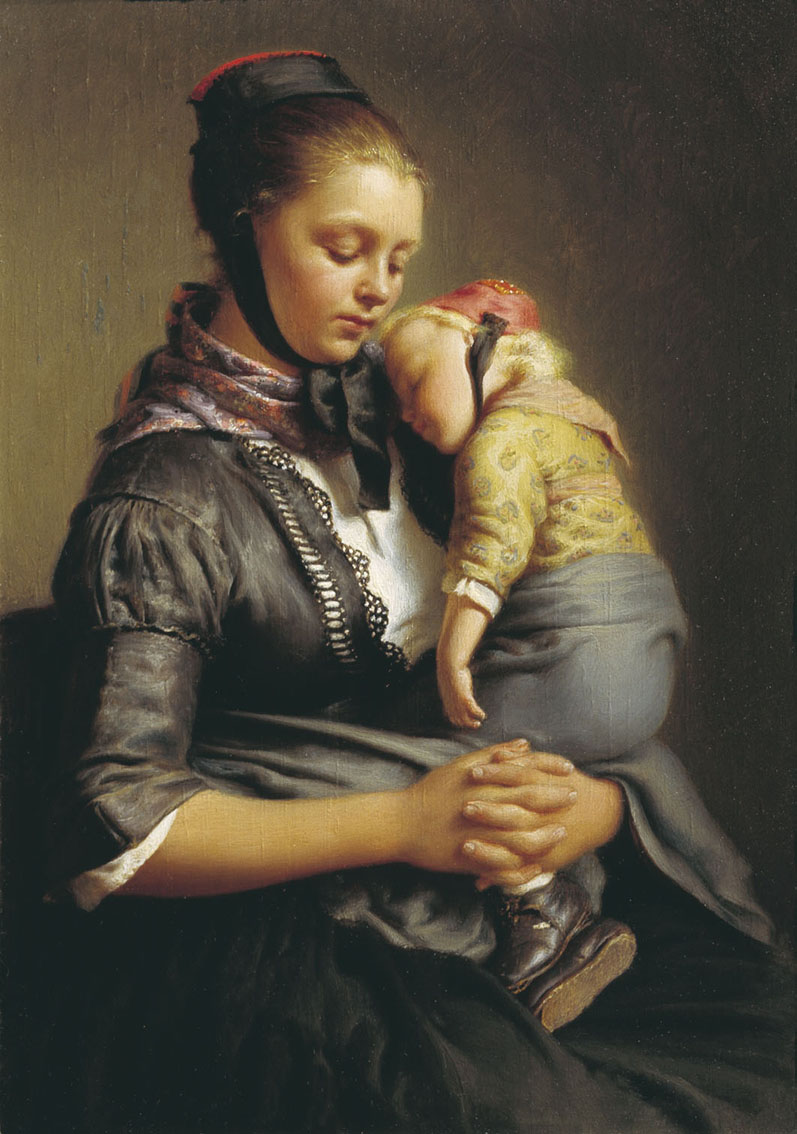
ヴィリングスハウゼンの農婦と子供(1843)
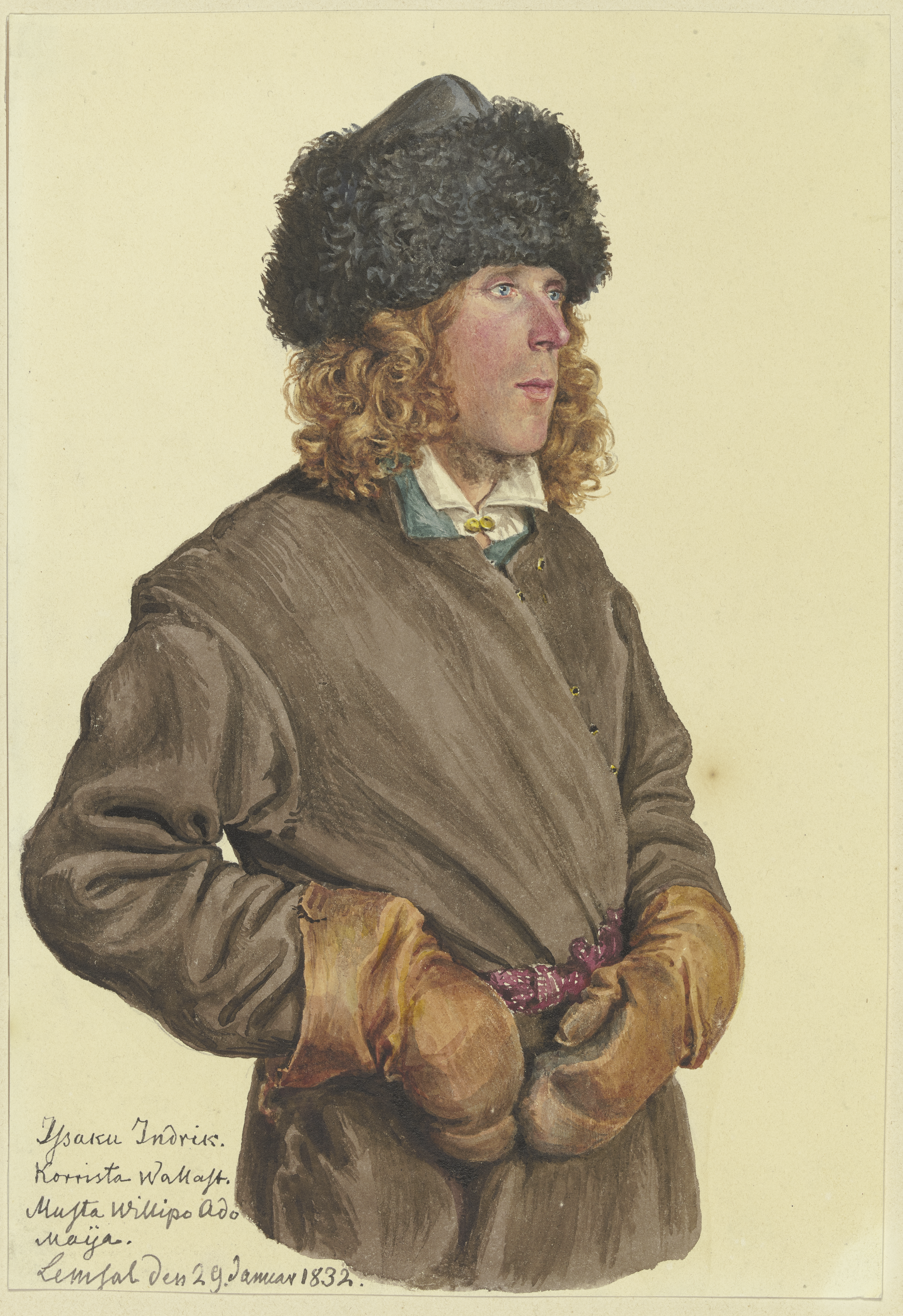
水彩画(1832)